# Луј Дезе
Луј Дезе (фр. Louis Charles Antoine Desaix; 17. август 1768 – 14. јун 1800) је био француски генерал. Заслужан је за Наполеонову победу у бици код Маренга.

## Биографија
Рођен је у племићкој породици у Еја сир Сјулу. Иако је био племић и официр, прихватио је идеје Француске револуције. У Француским револуционарним ратовима истакао се код Вајсенбурга 1793. године где је добио генералски чин, а затим и 1796. године код Кела где је упорном одбраном мостобрана омогућио повлачење генерала Мороа из Баварске. Стекао је признање Бонапарте под чијом је командом учествовао у операцијама у Италији 1797. године. Учествовао је и у француској инвазији Египта (1798—1800). У бици код Маренга, стигао је на бојиште управо на време да силовитим противнападом у коме је и сам изгубио живот, претвори Наполеонов већ сигуран пораз у велику победу.